# Atractaspis engdahli
Atractaspis engdahli (engelska: Engdahl's burrowing asp), är en ormart inom familjen stilettormar och tillhör släktet jordhuggormar.

## Kännetecken
Ormen är giftig. Jordhuggormar har en speciell utfällbar huggtand och ska därför inte hållas bakom huvudet, vilket ingen orm bör göras på grund av att de då kan bli skadade.

## Utbredning
Somalia och nordöstra Kenya, typisk terräng som i Kismayu, Somalia.

## Hot
Denna ormart lever på ett ganska begränsat område.

## Levnadssätt
Grävande orm, och förmodligen ovipar som de andra arterna i släktet jordhuggormar. Äter förmodligen andra marklevande reptiler, gnagare och groddjur.